# Белогорский (Оренбургская область)
Белогорский — посёлок в Беляевском районе Оренбургской области России. Административный центр Белогорского сельсовета.

## География
Посёлок расположен в верховьях реки Чертанки, в 21 км к северо-востоку от села Беляевка, в 100 км к юго-востоку от Оренбурга. Разъединён рекой на 2 части: Ферма и Центр, соединённых 4 мостами.
Ближайшая железнодорожная станция Жёлтая на линии Уральской рокаде Южно-Уральской железной дороги находится в селе Жёлтом, в 9 км к северо-востоку от посёлка. 
По окраине посёлка проходит региональная автодорога Саракташ — Жёлтое — Беляевка.
Название посёлку дано по выходам на поверхность пород белого цвета.

## История
Строительство отделения Дунай началось в конце 1920-х годов. Бурная, полноводная в те годы река Чертанка с её густым лесом, обширные поля с тучными чернозёмами и богатым растительным миром привлекли жёлтинских кулаков, они, захватив лучшие земли, построили две усадьбы и стали выращивать хлеб, выпасать большие стада скота, верблюдов и отары овец. На зиму кулаки уезжали в село Жёлтое. Батраки жили в землянках, вырытых в земле.
Неимоверно тяжелый труд приводит крестьян к забастовкам. Они уходили от кулаков, создавая общины. В 1929 году в губернии проходила сплошная коллективизация, она охватила и местных крестьян. Они забрали у кулаков землю и усадьбы, объединялись в ТОЗы. Появились первые три саманных дома. В конце года из села Верхнеозёрного в Жёлтое была переведена центральная усадьба совхоза им. Блюхера. ТОЗ преобразуется в ферму совхоза под названием «Ведущая», а селение названо Дунай.
Началось строительство домов, завозимых из других сел. Были построены склад, мельница, пекарня, маслозавод, школа, мастерские для ремонта тракторов и несколько животноводческих помещений.
Эта ферма была основой совхоза, в Жёлтом находились только контора, конюшня, склад и квартиры.
Великая Отечественная война прервала мирный труд. Это были годы разрухи всего хозяйства.
После войны все силы были брошены на восстановление мирной жизни в селе. Появились первые индивидуальные дома, школа на два класса. С переводом центральной усадьбы из Жёлтого, строительство на ферме ускорилось. Были построены 5 двухэтажных домов, электростанция, котельная, механизированные тока, кормоцехи, капитальный мост через реку. Ферма стала отделением. В нём резко возросла энерговооружённость, увеличились посевные площади и поголовье скота, повысились урожайность полей и продуктивность животных. Оно неоднократно занимало первенство в социалистических соревнованиях, дважды являлось участником ВДНХ. В 1969 г. награждалось дипломом Министерства совхозов РСФСР.
В конце 1980-х годов началось строительство нового посёлка. За три года было построено 20 благоустроенных двухквартирных дома со всеми удобствами. В начале 1990-х годов все квартиры посёлка были газифицированы.

## Фотографии

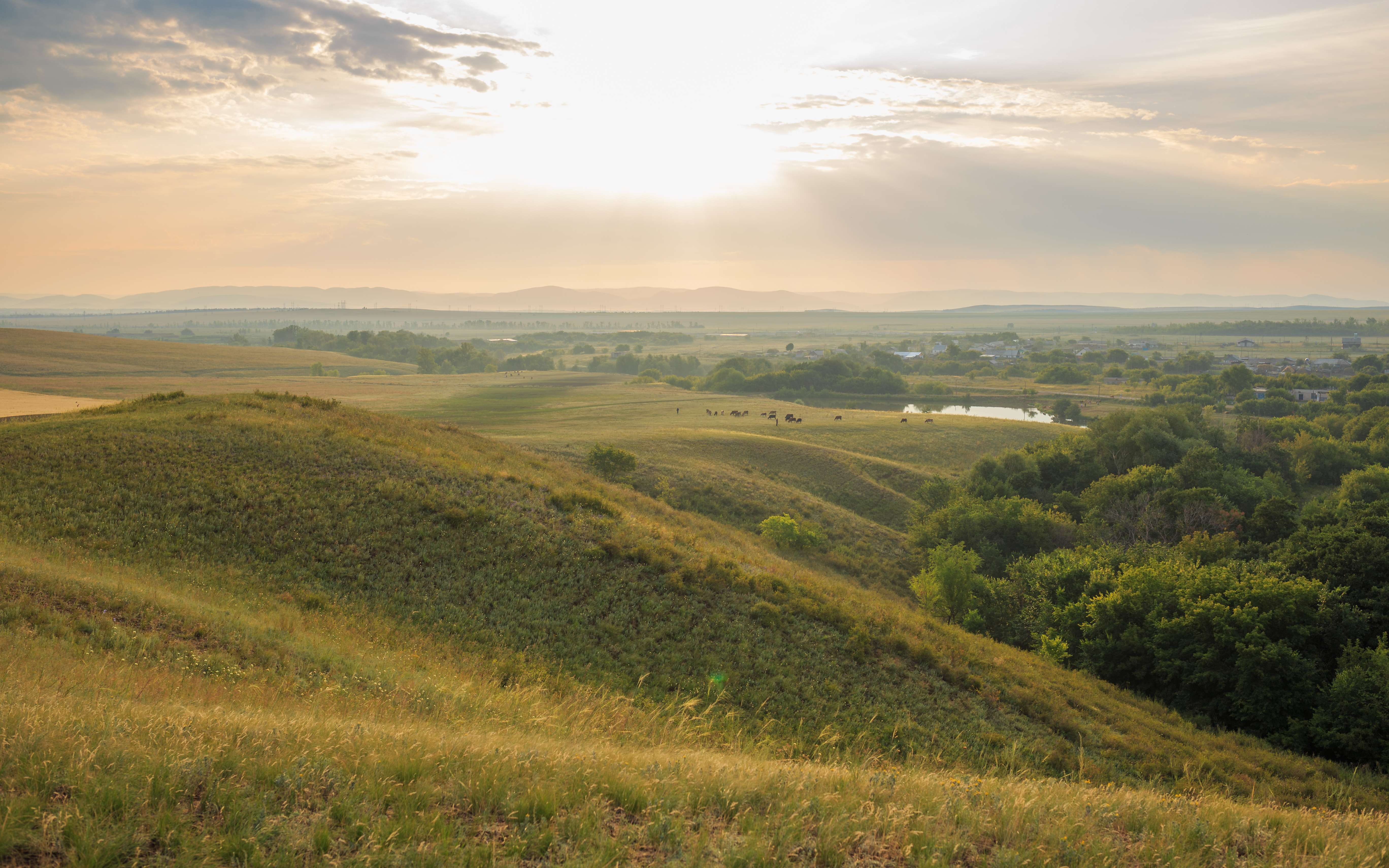
Утро в пос. Белогорском

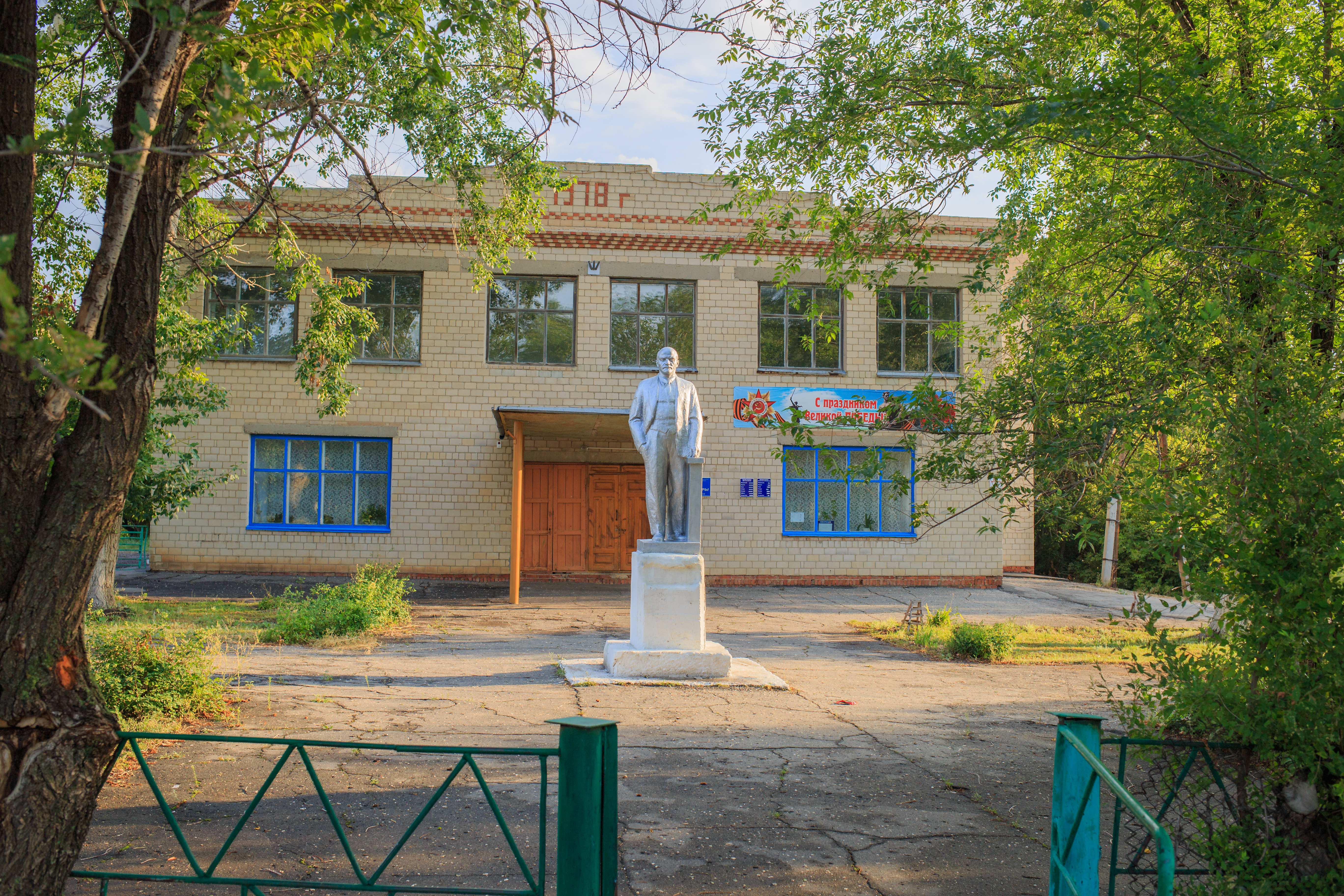
Дом культуры

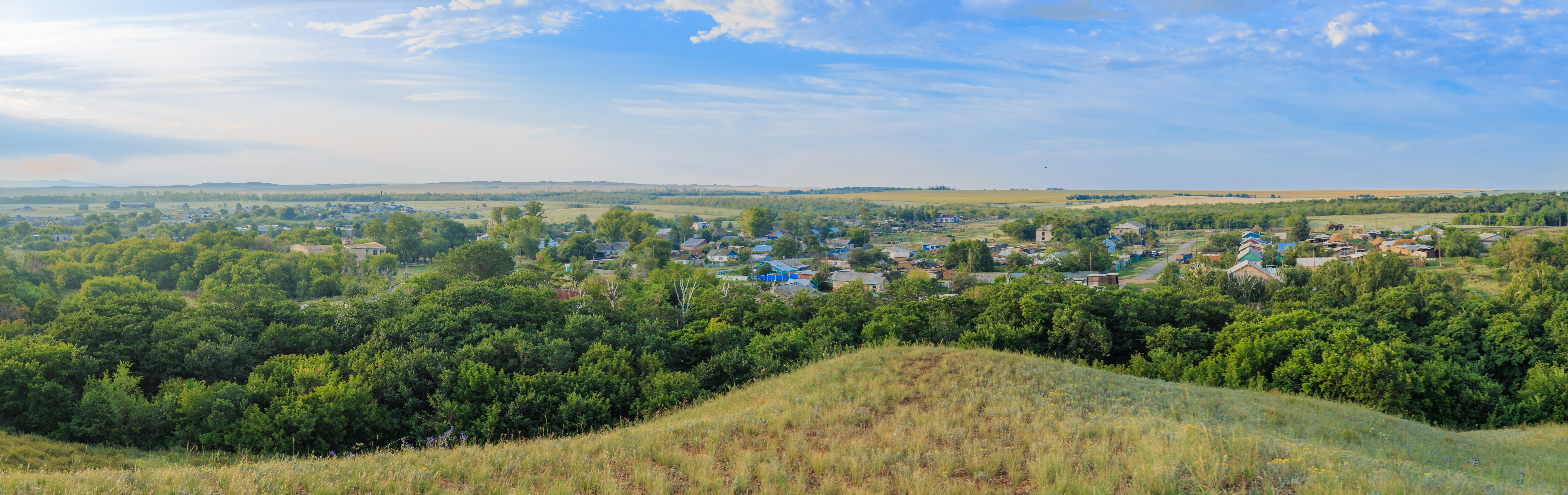
пос. Белогорский

## Переулки и улицы
| Переулки        | Переулки      |
| --------------- | ------------- |
| Больничный пер. | Весенний пер. |
| Газовый пер.    | Майский пер.  |
| Матросский пер. |               |

| Улицы          | Улицы         | Улицы             | Улицы           | Улицы        | Улицы          |
| -------------- | ------------- | ----------------- | --------------- | ------------ | -------------- |
| ул. Берёзовая  | ул. Гаражная  | ул. Казахстанская | ул. Лесная      | ул. Луговая  | ул. Молодёжная |
| ул. Набережная | ул. Овражная  | ул. Просторная    | ул. Радужная    | ул. Северная | ул. Солнечная  |
| ул. Степная    | ул. Тополиная | ул. Хуторская     | ул. Центральная | ул. Школьная | ул. Южная      |

## Население
| 2010 |
| ---- |
| 619  |